# George McGill

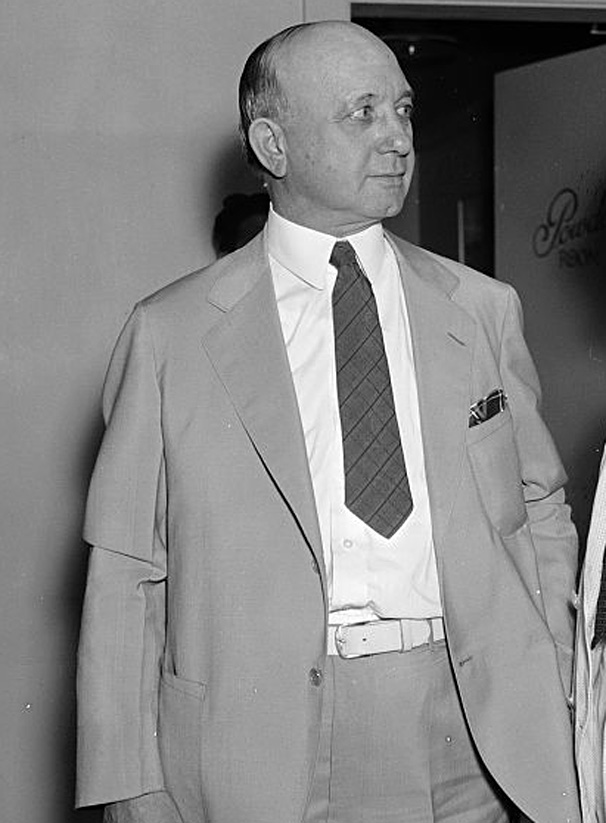
George McGill

George McGill, född 12 februari 1879 i Lucas County, Iowa, död 14 maj 1963 i Wichita, Kansas, var en amerikansk demokratisk politiker. Han representerade delstaten Kansas i USA:s senat 1930–1939. Från och med 2022 var McGill den senaste demokraten som representerade Kansas i USA:s senat.
McGill flyttade 1884 till Kansas med sina föräldrar. Han utexaminerades 1900 från Central Normal College i Great Bend. Han studerade sedan juridik och inledde 1902 sin karriär som advokat i Kansas. Han var åklagare i Sedgwick County 1911–1915.
McGill fyllnadsvaldes 1930 till senaten. Han omvaldes 1932. Han besegrades av Clyde M. Reed i senatsvalet 1938. McGill kandiderade sedan utan framgång i senatsvalen 1942, 1948 och 1954.
McGill avled 1963 och gravsattes på Pawnee Rock Cemetery i Pawnee Rock.